# فعل
فعل یا کارواژه واژه یا گروه واژگانی هستند که روی دادن امری، یا واقع شدن حالتی را در یکی از زمان های(گذشته،حال،آینده) به شخص نسبت می دهند.
فعل به بخشی از جمله گفته می‌شود که نشان دهنده کار انجام شده یا یک رویداد یا یک حالت باشد. (مانند: است، شد، خواند، برد، بود).
فعل همیشه مهم‌ترین(هسته)بخش جمله است.
هر فعل در زبان فارسی پنج مفهوم را در بر می‌گیرد:
1. زمان (زمان گذشته (ماضی)، حال (مضارع)، آینده (مستقبل))
2. وجه: (وجه اخباری، وجه التزامی، وجه شرطی، وجه امری، وجه وصفی، وجه مصدری)
3. انجام کار یا رویداد حالت
4. نمود

در هر فعل جز ثابتی وجود دارد که معنی بنیادی فعل را دربردارد. به این بخش بن می‌گویند. بن دارای دو گونه بن گذشته و بن حال است.
هر فعل ۲ نوع است:
فعل اسنادی و فعل غیر اسنادی
فعل‌های اسنادی شامل:
(است، بود، شد، گشت، گردید) است
اما باید توجه داشت همیشه این فعل‌ها نقش فعل اسنادی را ایفا نمی‌کنند
هر فعل برای رساندن پیام کامل به شنونده نیازمند یک سری اجزا هست
نوع اول:فعل گذرا به نهاد (فعلی است که برای کامل شدن از نظر معنایی علاوه برنهاد به مفعول نیازمند است)
نوع دوم:فعل گذرا به متمم (فعلی است که برای کامل شدن از نظر معنایی علاوه برنهاد به متمم نیز نیازمند است)
نوع سوم:فعل گذرا به متمم و مفعول (فعلی است که برای کامل شدن از نظر معنایی علاوه برنهاد به مفعول و متمم نیز نیازمند است)
گاهی فعل به صورت پنهان در جمله جای گرفته است که به این گونه فعل، فعل محذوف می‌گویند
مانند:رعد و برق شب طنین خنده اش (در اینجا فعل ناپیدا یا محذوف است اما با کمی دقت می‌توانیم فعل نهان را پیدا کنیم که می‌شود:رعد و برق شب طنین خنده اش «است»
پس دریافتیم که است فعل پنهان ما است. فعل را به دوشکل گذرا (متعددی) و ناگذرا (لازم) تقسیم می‌کنند
فعل ناگذرا (لازم)
به فعلی که با نهاد تکمیل می‌شود و نیازی به اجزای دیگری (مانند مفعول، مسند، متمم، بدل و… ندارد فعل ناگذرا ویا فعل لازم می‌گوییم.

## توضیح مختصر
فعل بخش اصلی معنای جمله و انتقال دهندۀ پیام است؛ بنابراین «فعل» مهم‌ترین بخش هر جمله است.

## ساختمان فعل
در زبان فارسی فعل از لحاظ ساختاری ۵ گونه است.
- فعل ساده: فعلی است که مصدر آن بیش از یک واژه نباشد. مانند: گفتن
- فعل پیشوندی: فعلی است که از یک پیشوند و یک فعل ساده ساخته شده باشد. مانند: برداشتن= بر+داشتن
- فعل مرکب: فعلی است که از یک صفت یا اسم با یک فعل ساده شناخته شده و یک معنی کامل را برساند. مانند: بزرگ شدن، انجام دادن
- فعل پیشوندی مرکب: از ترکیب یک اسم، یک پیشوند و یک فعل ساده ساخته می‌شود.
- عبارت فعلی: فعلی است که به صورت دسته‌ای از واژه‌ها است و معمولاً حرف اضافه نیز دارد.
- فعل ناگذرای یک شخصه: فعلی که مفعول پذیر نیست و بیشتر به صورت اول شخص به کار می‌رود و به جای شناسه یکی از ضمایر متصل ّم، ّت، ّش، ِمان، ِتان، ِشان، شخص فعل را نشان می‌دهد که به آخر اسم قبل از فعل اضافه می‌شود. (نیز ببینید: مصدر)

## انواع فعل بر پایه معنا
فعل تام (خاص): بیشتر فعل‌هایی که در زبان به کار می‌روند، وقوع کاری مخصوص یا به داشتن حالتی مخصوص دلالت دارند. به این فعل‌ها، فعل تام یا خاص گفته می‌شود.
فعل اسنادی (ربطی): فعلی است که دارای معنای خاصی نبوده و تنها برای نسبت دادن چیزی به چیز دیگر به کار می‌رود.

## فعل معلوم و فعل مجهول
فعل از لحاظ وضعیت فاعل در زبان فارسی به دو دسته فعل معلوم و فعل مجهول تقسیم می‌شود.
- فعل معلوم: فعلی متعدی است که فاعلش مشخص باشد. (رویا درسش را خواند)
- فعل مجهول:فعلی متعدی است که فاعل آن مشخص نیست. (خانه شسته شد)

## ریشه‌شناسی فعل‌های فارسی
در سال‌های گذشته کارهای گران ارجی در راستای ریشه‌شناسی فعل انجام پذیرفته‌است.
برای آگاهی از ریشه‌شناسی فعل‌های فارسی، به صفحه ریشه‌شناسی فعل رجوع کنید.

## جستار وابسته
- فعل‌های فارسی
- ریشه‌شناسی فعل‌های فارسی
- فعل در زبان فرانسه